# I'll See You in My Dreams (1951)
I'll See You in My Dreams is een Amerikaanse muziekfilm uit 1951 onder regie van Michael Curtiz met een aantal songs van Gus Kahn, waaronder de gelijknamige titelsong.

## Verhaal
De verkoper Gus Kahn begint in zijn vrije tijd liedjesteksten te schrijven. Met zijn vrouw Grace aan zijn zijde groeit hij uit tot de auteur van succesnummers als Dream a Little Dream of Me, Makin' Whoopee en That's My Baby.

## Rolverdeling
| Acteur            | Personage            |
| ----------------- | -------------------- |
| Doris Day         | Grace LeBoy Kahn     |
| Danny Thomas      | Gus Kahn             |
| Frank Lovejoy     | Walter Donaldson     |
| Patrice Wymore    | Gloria Knight        |
| James Gleason     | Fred Thompson        |
| Mary Wickes       | Anna                 |
| Julie Oshins      | Johnny Martin        |
| Jim Backus        | Sam Harris           |
| Minna Gombell     | Mevrouw LeBoy        |
| Harry Antrim      | Mijnheer LeBoy       |
| William Forrest   | Florenz Ziegfeld jr. |
| Bunny Lewbel      | Irene (6 jaar)       |
| Robert Lyden      | Donald (8 jaar)      |
| Mimi Gibson       | Irene (3 jaar)       |
| Christopher Olsen | Donald (4 jaar)      |